# Halbert E. Paine
Halbert Eleazer Paine (Chardon, 4 de febrero de 1826 - Washington D.C, 14 de abril de 1905) fue un abogado, político y militar estadounidense, se desempeñó como general del Ejército de la Unión durante la Guerra de Secesión. Después de la guerra, fue elegido para tres mandatos como congresista estadounidense de Wisconsin. Después de decidir no volver a postularse, se quedó en Washington, donde ejercía la abogacía.

## Primeros años
Paine nació en Chardon, Ohio. A través de la familia de su padre, era primo hermano de Eleazar A. Paine, futuro general del Ejército de la Unión en la Guerra de secesión. Después de asistir a las escuelas comunes, Paine se graduó de la Universidad Case de la Reserva Occidental en 1845. Se mudó a Misisipi durante un año para enseñar en la escuela. Regresó a Cleveland para leer la ley. En 1848 aprobó el examen de abogacía y estableció una práctica. Se casó y formó una familia.
En 1857, Paine llevó a su familia a Milwaukee, Wisconsin donde continuó su carrera legal.

## Guerra de secesión
Con el estallido de la Guerra de secesión, Paine ingresó en el ejército de la Unión como coronel del Cuarto Regimiento de Voluntarios de Wisconsin. El 9 de abril de 1863, el presidente Abraham Lincoln nombró a Paine general de brigada de voluntarios, para ocupar el cargo desde el 13 de marzo de 1863. El presidente había nominado a Paine para la promoción el 12 de marzo de 1863, y el Senado de los Estados Unidos había confirmado el nombramiento el 13 de marzo de 1863.
Paine dirigió acciones generalizadas en el Bajo Misisipi, que lo llevaron a Luisiana. Estos incluyeron la participación en la campaña de Vicksburg, la captura de Nueva Orleans, la batalla de Baton Rouge y la ofensiva de Bayou Teche. También coordinó operaciones antiguerrilla en el sur de Luisiana y Misisipi. A finales de septiembre de 1862, Paine asumió el mando del Camp Parapet, una fortificación a unas diez millas al norte de Nueva Orleans bajo el mando general del general de brigada Thomas W. Sherman, que estaba al mando de las defensas de Nueva Orleans.
Con la Tercera División del Ejército del Golfo, participó en un asalto a Priest Gap durante el asedio y la Batalla de Port Hudson en Luisiana. Sufrió una herida que requirió la amputación de su pierna. Después de su recuperación, Paine comandó tropas en la defensa de Washington D.C, durante la incursión de Jubal A. Early en 1864. Renunció al ejército el 15 de mayo de 1865 y regresó a Wisconsin.
El 11 de diciembre de 1866, el presidente Andrew Johnson nombró a Paine para el cargo de brevet de mayor general de voluntarios, a partir del 13 de marzo de 1865..... El Senado de los Estados Unidos confirmó el nombramiento el 6 de febrero de 1867.

## Carrera política
Paine era miembro del Partido Republicano y fue elegido para los 39, 40 y 41 congresos representando al 1.º distrito congresional de Wisconsin, sirviendo desde el 4 de marzo de 1865 hasta el 3 de marzo de 1871. Fue delegado de la Convención de la Unión Nacional de 1866 en Filadelfia, que intentaba fomentar el apoyo al presidente Andrew Johnson antes de las elecciones de mitad de período. Algunos asistentes esperaban fundar un nuevo partido político, pero esto no se llevó a cabo.
En 1869, Paine defendió la aprobación de un proyecto de ley que preveía la realización de observaciones meteorológicas en el interior del continente. Se desempeñó como presidente del Comité de Milicias (Cuadragésimo Congreso) y del Comité de Elecciones (Cuadragésimo primer Congreso). Después de la expiración de su tercer mandato en el Congreso, se retiró de la política y optó por no aceptar la nueva designación.

## Carrera legal
Después de servir en el Congreso, Paine ejerció la abogacía en Washington D.C, durante varios años, habiendo establecido su residencia allí. En 1879, el presidente Rutherford B. Hayes lo nombró Comisionado de Patentes de los Estados Unidos, y ocupó ese cargo durante dos años. Mientras estuvo allí, promovió la adopción por parte de agencias federales de innovaciones útiles, como máquinas de escribir.

### Casos y memorias
En años posteriores, Paine publicó dos relatos de elecciones impugnadas en las que había representado a un candidato: Elección impugnada, Territorio de Utah: George R. Maxwell V. George Q. Cannon (1888), y Elección impugnada, Senado de los Estados Unidos: William H. Clagett c. Frederick T. Dubois, basado en su argumento ante el Comité de Privilegios y Elecciones. Estos estaban relacionados con su trabajo en Washington D.C.
Además, escribió una memoria de sus años de la Guerra de Secesión, reflexionando sobre las complejidades de sus problemas como hombre del Norte. Titulado A Wisconsin Yankee in Confederate Bayou Country: The Civil War Reminiscences of a Union General, la memoria se publicó por primera vez en 2009, en una edición anotada editada por el historiador Samuel C. Hyde, Jr. Se describe como "menos celebración de la gran causa y mayor análisis de los motivos de sus acciones y sus contradicciones inherentes".
Paine falleció el 14 de abril de 1905 en Washington D.C y fue enterrado en el Cementerio Nacional de Arlington.

## Obras
- Halbert E. Paine, Elección impugnada, Territorio de Utah: George R. Maxwell V. George Q. Cannon, (1888)
- Elección impugnada, Senado de los Estados Unidos: William H. Clagett v. Frederick T. Dubois : ante el Comité de Privilegios y Elecciones : argumento de Halbert E. Paine, abogado del impugnado , Hermanos Gibson (1891)
- Un yanqui de Wisconsin en el país confederado de los pantanos: las reminiscencias de la guerra civil de un general de la Unión, ed. por Samuel C. Hyde, Jr., Louisiana State University Press, 2009